# جاكوب إتش. ستيوارت
جاكوب إتش. ستيوارت هو سياسي أمريكي، ولد في 15 يناير 1829، وتوفي في 25 أغسطس 1884 في سانت بول في الولايات المتحدة. نشط حزبياً في الحزب الجمهوري. وقد انتخب عضو مجلس ولاية مينيسوتا ‏ وانتخب عضو مجلس النواب الأمريكي ‏.